# Zagończyk Sarny
WKS Zagończyk Sarny – polski klub piłkarski z siedzibą w mieście Sarny (obecnie Ukraina), działający w latach 1921–1939.

## Historia
Chronologia nazw:
- 1921: W.K.S. [Wojskowy Klub Sportowy] Zagończyk Sarny
- 1939: klub rozwiązano

Wojskowy Klub Sportowy, w skrócie W.K.S., lub Zagończyk został założony w Sarnach w 1921 roku przy Batalionie Celnym Ministerstwa Skarbu (w sierpniu 1924 przekształcony w Korpus Wojskowy Straży Granicznej). Ułanów Korpusu Ochrony Pogranicza (KOP) nazywano "zagończykami" jak dawnych rycerzy polskich, którzy uganiali się za obcymi ludami, chcącymi przed wiekami zagrabiać polskie dobra narodowe i prywatne. Dlatego klub również przyjął tę nazwę.
W 1922 roku drużyna zadebiutowała w rozgrywkach inauguracyjnego sezonu Lubelskiego Okręgowego Związku Piłki Nożnej (LOZPN) w Klasie C i była zaliczana do grona 16 w tym czasie najlepszych zespołów w województwie lubelskim i (na kresach). W 1923 również grał w Klasie C.
W 1928 klub został członkiem Wołyńskiego Autonomicznego Podokręgu Piłki Nożnej (APPN) w składzie Lwowskiego Okręgowego Związku Piłki Nożnej. W październiku 1931 Wołyński Autonomiczny Podokręg Piłki Nożnej uniezależnił się uzyskując status Okręgowego Związku Piłki Nożnej. Ze względu na brak pełnych tabel klasy C z lat 1926-1936 nie można stwierdzić kiedy sekcja piłki nożnej w klubie zaprzestała swoją działalność. Natomiast wiadomo, że w sezonie 1938/39 klub nie brał udziału w żadnej z klas rozgrywkowych Wołyńskiego OZPN.
Na skutek wybuchu II wojny światowej - we wrześniu 1939 roku działalność klubu została zawieszona, zaś po jej zakończeniu już nigdy go nie reaktywowano.

## Sukcesy

### Trofea międzynarodowe
Nie uczestniczył w rozgrywkach europejskich (stan na 31-05-2024).

### Trofea krajowe
| \| \| Zdobyte trofea w rozgrywkach Polski (stan na: 31-05-2024) \| |                                                           |      |          |
| Rozgrywki                                                          | Osiągnięcie                                               | Razy | Sezon(y) |
| Mistrzostwo                                                        | I miejsce                                                 | 0    |          |
| Mistrzostwo                                                        | II miejsce                                                | 0    |          |
| Mistrzostwo                                                        | III miejsce                                               | 0    |          |
| Puchar                                                             | zdobywca                                                  | 0    |          |
| Puchar                                                             | finalista                                                 | 0    |          |
| II liga                                                            | I miejsce                                                 | 0    |          |
| II liga                                                            | II miejsce                                                | 0    |          |
| II liga                                                            | III miejsce                                               | 0    |          |
| Polska                                                             | Zdobyte trofea w rozgrywkach Polski (stan na: 31-05-2024) |      |          |

## Poszczególne sezony

### Rozgrywki międzynarodowe

#### Europejskie puchary
Klub nie uczestniczył w rozgrywkach europejskich.

### Rozgrywki krajowe
| \| Polska \| Bilans występów klubu w rozgrywkach piłkarskich Polski (Stan na 31 maja 2024 r.) \| \| |                                                                                  |        |       |   |   |   |    |    |     |           |        |        |      |
| Poziom                                                                                              | Rozgrywki                                                                        | Sezony | Mecze | Z | R | P | B+ | B– | Pkt | Lata      | Awanse | Spadki | Naj. |
| I                                                                                                   | Liga                                                                             | 0      |       |   |   |   |    |    |     |           |        |        |      |
| II                                                                                                  | Klasa A / Liga Okręgowa                                                          | 0      |       |   |   |   |    |    |     |           |        |        |      |
| III                                                                                                 | Klasa B / Klasa A                                                                | 0      |       |   |   |   |    |    |     |           |        |        |      |
| IV                                                                                                  | III liga / Klasa C / Klasa B                                                     | 10+    |       |   |   |   |    |    |     | 1922–193? | 0      | 0      | ?    |
| | Puchar Polski                                                                    | 0      |       |   |   |   |    |    |     |           |        |        |      |
| Polska                                                                                              | Bilans występów klubu w rozgrywkach piłkarskich Polski (Stan na 31 maja 2024 r.) |        |       |   |   |   |    |    |     |           |        |        |      |

## Struktura klubu

### Stadion
Drużyna rozgrywała swoje mecze domowe w Sarnach na stadionie WKS. 

## Kibice i rywalizacja z innymi klubami

### Derby
- WKS Chełm
- WKS Dęblin
- WKS Dubno
- WKS Halerczyk Równe
- WKS Kowel
- WKS Lublin
- KS Lublinianka
- WKS Łuck
- WKS Włodzimierz
- WKS Zamość
- HKS Lublin (Grot)
- Strzelec Lublin
- Makkabi Równe